# Dave Kitson
David Barry Kitson,född 21 januari 1980 i Hitchin, Hertfordshire, är en engelsk före detta fotbollsspelare, anfallare. Kitson kom 2010 till Portsmouth från Stoke City. När han värvades till Stoke (för 5,5 miljoner pund) så blev han Stoke's dyraste spelare. Han blev Tony Pulis första värvning inför Premier League-säsongen 2008-09.
I början av året 2008 var Kitson Premier Leagues bäste engelske målgörare, vilket fick media att spekulera i om han skulle komma att bli uttagen till det engelska landslaget. Tränaren Fabio Capello föredrog dock Gabriel Agbonlahor.